# Алекс Курзем
Алекс (Улдис) Курзем («Самый юный нацист Рейха»; настоящее имя — Илья Соломонович Гальперин) — еврейский мальчик, ставший героем немецкой пропаганды.

## Биография
В октябре 1941 года в возрасте пяти лет Илья стал свидетелем казни сотен евреев, включая мать и сестру, в Дзержинске (около Минска). Ему удалось спрятаться в лесу и избежать смерти, но, оставшись совсем один, стал бродил по лесам, питаясь ягодами и ночуя на деревьях, чтобы не попасться волкам. От холода он спасался, снимая верхнюю одежду с погибших солдат. Иногда он стучался в двери домов и получал еду и ночлег, но надолго пускать мальчика к себе никто не хотел. Он смог выжить несколько месяцев в этом белорусском лесу
В одном из селений Илья набрёл на крестьянина, который узнал в нём беглого еврея. Сильно избив, тот отвел его к зданию школы и передал расквартированному там немецкому подразделению — 18-й латышский батальон шуцманшафта. Капрал Екабс Кулис посоветовал ему выдавать себя за русского сироту. В таком статусе его и приняли в батальон, где он стал их «талисманом». Для мальчика сшили униформу и выдали карабин. Его стали называть Улдис Курземниекс, и определили новый день рождения: 18 ноября, день независимости Латвии.
В течение следующих двух лет он оставался в этом батальоне и стал свидетелем убийств и злодеяний, совершаемых эсэсовцами против евреев и партизан. Будучи голубоглазым блондином, он смог сохранить в тайне свое еврейство.
Умер от Ковид-19 в Мельбурне 31 января 2022 года.

## Огласка истории
Впервые история стала достоянием общественности в 1990-х годах. В 2007 году она была опубликована и стала бестселлером. В 2012-м Курзема обвинили в мистификации. Однако в 2019 году Курзем прошел тест ДНК, который показал что он является ашкеназским евреем, и происходит из того региона Белоруссии, в котором, как утверждал, он родился. У него нашлись родственники в Канаде; нашлись фотографии, которые также подтверждали его происхождение.
8 февраля 2024 года на канале SBS вышел документальный фильм, показавший историю маленького еврейского мальчика, который стал «еврейским солдатом Гитлера».